# 堺美月
高月 梓弓（たかつき あゆみ、2月7日 - ）は、日本の女性声優、ラジオパーソナリティ。。東京都墨田区生まれ、宮城県仙台市育ち。
テレビ朝日アスク声優科を経て、当初は堺 美月（さかい みづき）の芸名で2017年3月末まで声優事務所のエーエス企画に在籍し主にラジオパーソナリティやMCとして活動。。退所後は、苗字のみ本名に改め高月 美月（たかつき みづき）として活動していたが。起業を契機に苗字・名前共に本名読みの高月梓弓（たかつき あゆみ）として経営者と兼業で芸能活動を継続。現在もラジオ番組等担当している。
SNSなどの名義も当初の堺美月から本名読みの高月 梓弓（たかつき あゆみ）に全て改めている。。

## 人物
※出典
- 大のお茶好きであり、1日に2〜3回カフェに寄ると話している。特に好きなのは紅茶[7]。
- ハリネズミをペットとして飼っている。
- Lovotオーナー。名前は『おもち』
- 趣味はカフェと神社仏閣巡り、ゲーム、少林寺拳法、書道、油絵。
- 尊敬する人物は杉原千畝。
- 車はスバル・インプレッサ、二輪はHONDA・ホンダ・PCXを所有。

## 主な出演
※出典

### TV
- テレビ朝日 「ゴーちゃん。GIRL'S TV」

### ラジオ
- Music bird、全国コミュニティFM約50局『ハーバービューティープロデューサー廣森知恵子のHABA NICE DAY』パーソナリティー
- FMサルース、FM世田谷 『ハーバービューティープロデューサー廣森知恵子のHABA NICE DAY』パーソナリティー[8]
- FMうらやす 『いつも月夜に米の飯☆おかわり』パーソナリティー[9]
- Radio365 「いつも月夜に米の飯」パーソナリティ
- FM世田谷 『ガールズビッグスマイルneo』 第2週レギュラー
- FM世田谷 『ガールズビッグスマイルSUPER』 第2週レギュラー
- FM世田谷 『ガールズビッグスマイルSUPER』 第3週レギュラー
- かわさきFM『晴れるYA！チューズデイ！！』 第3週レギュラー
- レインボータウンFM 『トークひぽぽポたます』 ラジオドラマ
- FM世田谷 『マイ ラストリクエスト』 町田加奈子 役
- 池袋FM 『いつも月夜に米の飯』パーソナリティ
- Radio talk 『いつも月夜に米の飯』パーソナリティ

### アニメ・ゲーム
- PlayStation Vita ゲーム特典ディスク「結城友奈は勇者である 樹海の記憶」
- ラジオにのせて

### 朗読
- 『遊奏人 〜readers〜 第7回朗読公演』
- 『そらえ詞 第一回朗読公演 ベターハーフ』
- 『リトル・ママ フェスタ 2013 春 in Tokyo with チルドレン・ママ まつり』
- 『新美南吉生誕100年事業実行委員会後援　新美南吉を読もう！』
- 『BUNDAN リーディング ライブ』
- 『東日本復興支援 バレンタインチャリティー朗読会』
- 『朗読と歌で綴るチャリティーコンサート 東日本大震災から3年〜愛すること〜』

など

### その他
- MC ハーバー研究所
- 『星のメッセンジャー立木冬麗先生 ×ビューティプロデューサー廣森知恵子 スペシャルコラボ☆ビューティトークショー』
- 『ハーバー銀座館 1周年スペシャルイベント 鈴木サチさん×ハーバービューティプロデューサー廣森知恵子 ビューティサマートークショー』